# Philip Leslie Hale
Philip Leslie Hale (Boston, 21 mei 1865 – Dedham, Massachusetts, 2 februari 1931) was een Amerikaans impressionistisch kunstschilder, die van 1887 tot 1893 in Frankrijk werkte, te Giverny, bij Claude Monet.

## Leven en werk
Hale werd geboren in een invloedrijke familie. Hij was eigenlijk voorbestemd om naar Harvard te gaan, maar op het laatste moment verzocht hij zijn vader om voor de kunst te mogen kiezen. In 1883 schreef hij zich in aan de School of the Museum of Fine Arts te Boston en daarna ging hij naar de Art Students League of New York, waar hij studeerde onder Julian Alden Weir. In 1887 vertrok hij naar Parijs om verder te studeren aan de École des Beaux-Arts en de Académie Julian. Daar raakte hij bevriend met Theodore Earl Butler.
Vanaf 1888 reisden Butler en Hale regelmatig af naar Giverny, de woon- en werkplaats van Claude Monet, die hij als zijn mentor ging zien. In Giverny werkte in die periode een hele kolonie van Amerikaanse kunstschilders, waaronder Frederick Carl Frieseke, Willard Metcalf, Lilla Cabot Perry, Theodore Robinson en Guy Rose. Hale verbleef er vaak in het kunstenaarshotel Baudy, maar maakte regelmatig ook reizen naar Parijs, Londen en Spanje. In 1893 keerde hij definitief terug naar Boston en werd daar leraar aan de School of the Museum of Fine Arts. Later zou hij ook een vooraanstaande docent op andere kunstacademies worden. Hij schreef ook diverse boeken en methodes over teken- en schilderkunst.
Hale was een typische exponent van het Amerikaans impressionisme, gevormd in Europa. Veel van zijn werk kent ook wel symbolistische invloeden. Later werd zijn stijl wat klassieker. Hij schilderde vooral landschappen en vrouwportretten, regelmatig ook in pastel. In 1899 had hij veel succes met een door Paul Durand-Ruel georganiseerde solo-expositie in New York. In 1913 deed hij mee aan de Armory Show.
Hale huwde in 1902 zijn voormalige leerlinge Lilian Westcott (1881-1963), die naast hem zou uitgroeien tot een vooraanstaand kunstschilderes. Hij overleed in 1931, na een niet gelukte spoedoperatie ter verwijdering van zijn blindedarm. Hij was 65 jaar oud.

## Galerij

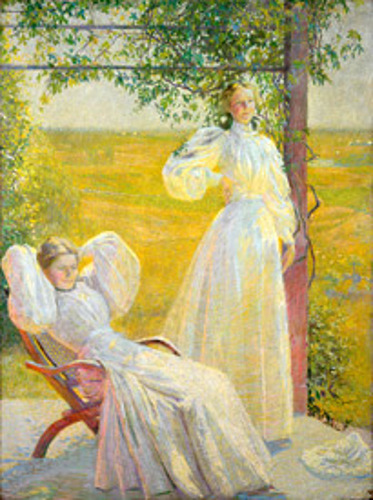
In de ochtend
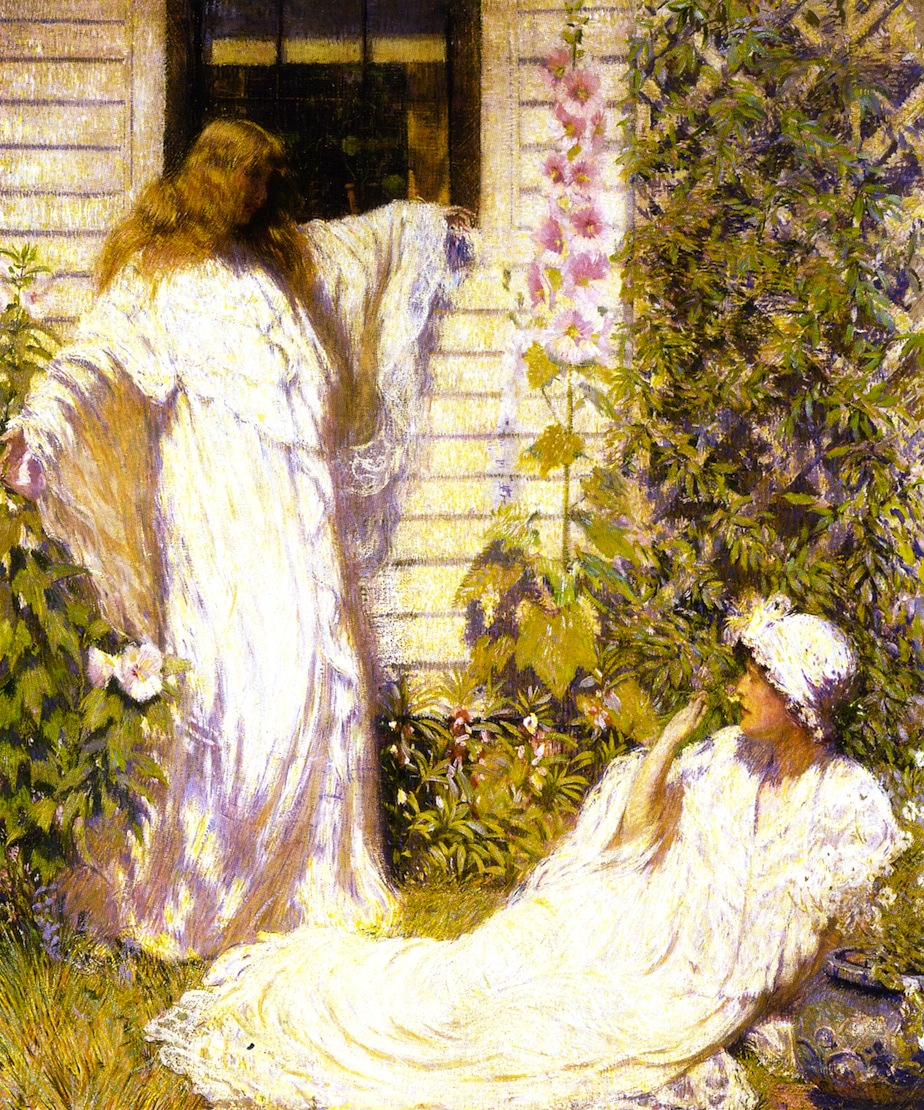
Zonnebad
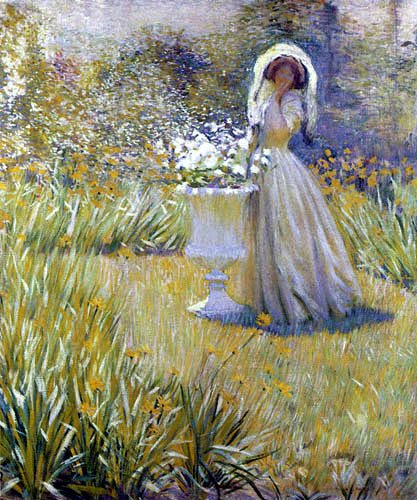
In de tuin
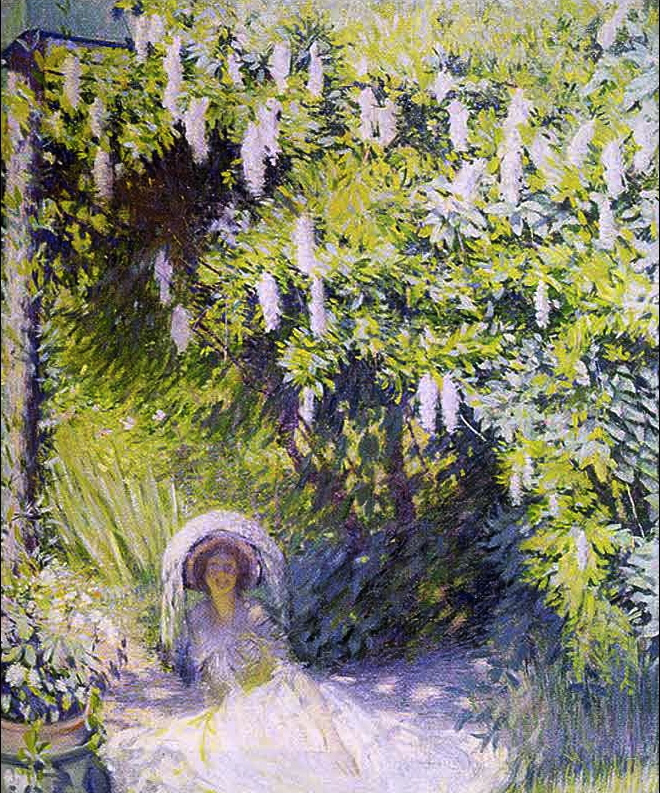
Blauwe regen
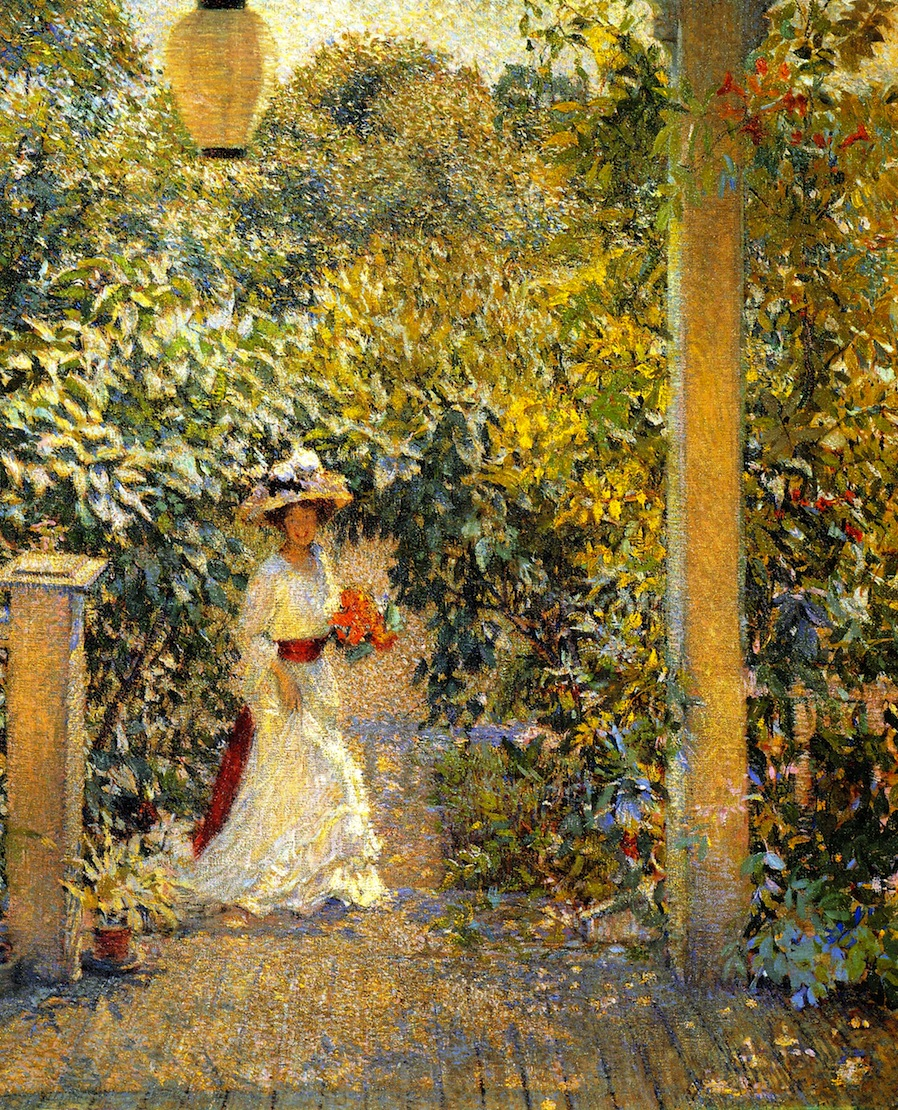
Een zomergast
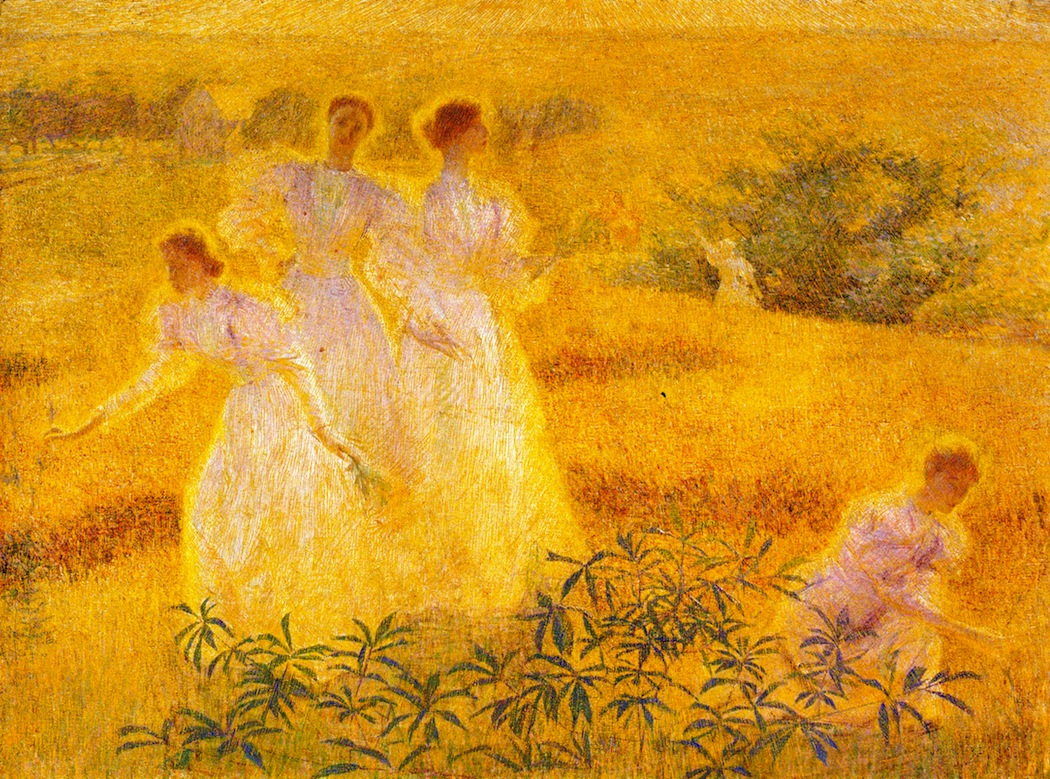
Meisjes in het zonlicht
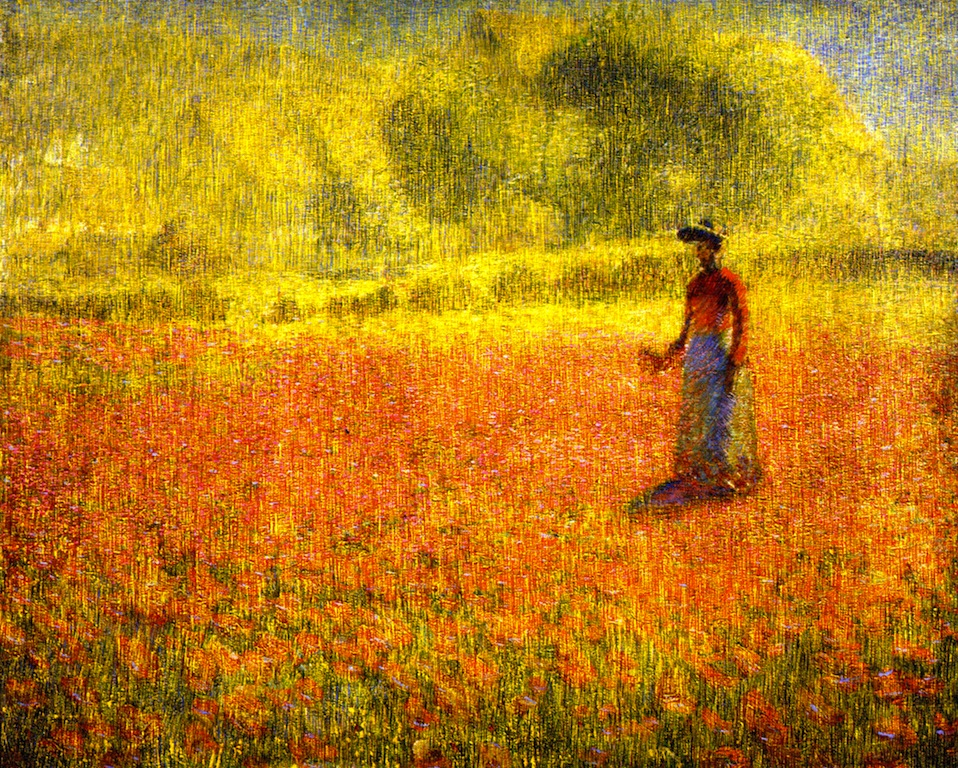
Klaprozen
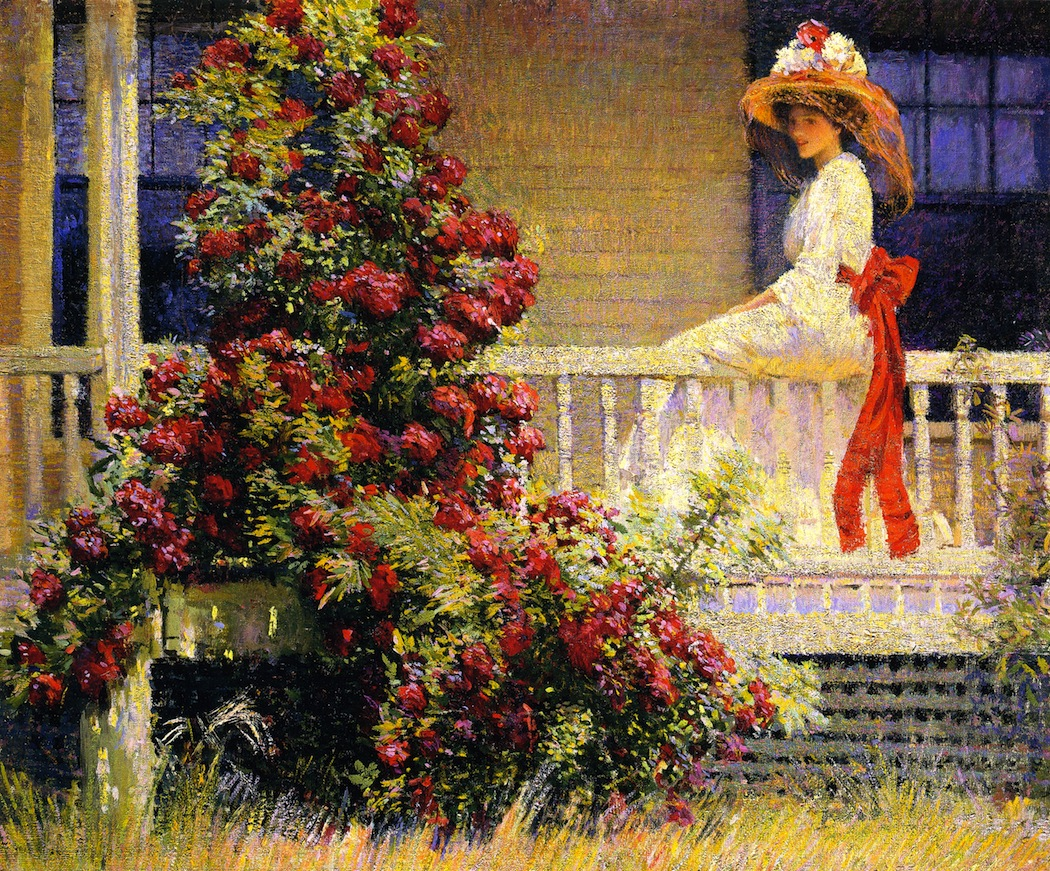
De vuurrode klimroos
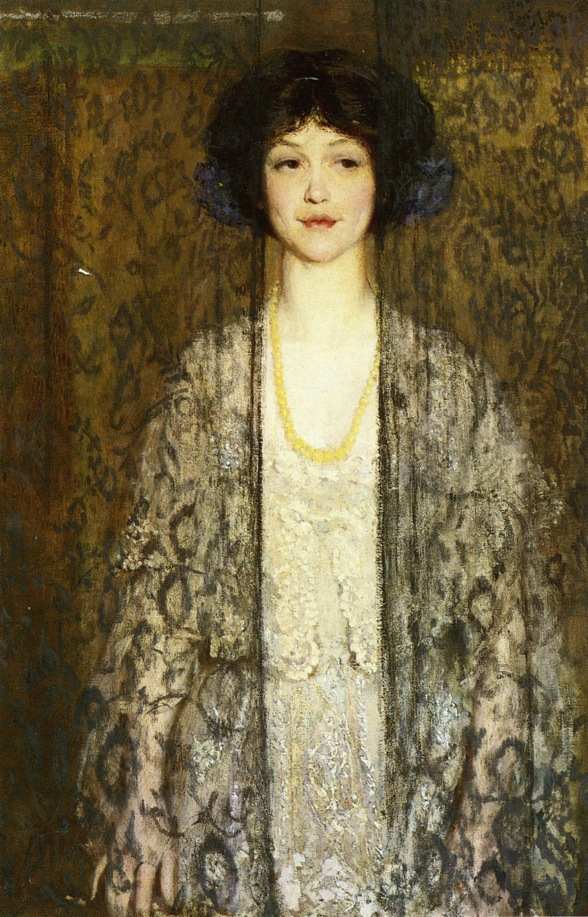
La Donna
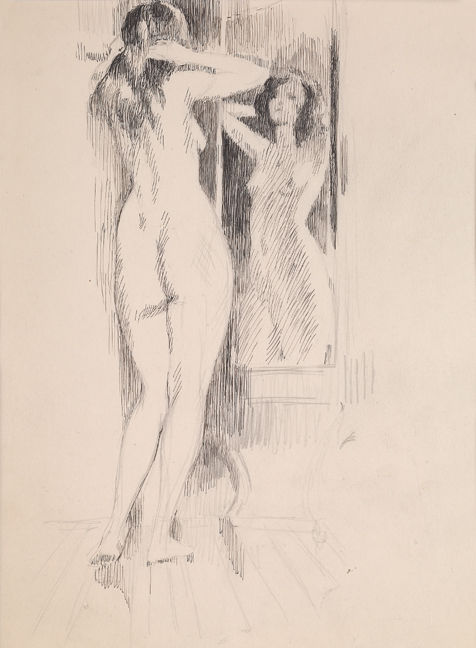
Naakt, voor de spiegel